# Satkūnų miškas
Satkūnų miškas este o arie protejată (sit de importanță comunitară — SCI) din Lituania întinsă pe o suprafață de 106,7 ha, integral pe uscat.

## Localizare
Centrul sitului Satkūnų miškas este situat la coordonatele 56°17′18″N 23°39′54″E / 56.2883°N 23.6651°E.

## Înființare
Situl Satkūnų miškas a fost declarat sit de importanță comunitară în august 2016 pentru a proteja un număr necunoscut de specii din flora spontană și fauna sălbatică aflate în arealul zonei.

## Biodiversitate
Situată în ecoregiunea boreală, aria protejată conține 3 habitate naturale: Păduri caducifoliate bătrâne naturale hemiboreale fino-scandinave (Quercus, Tilia, Acer, Fraxinus sau Ulmus) bogate în specii epifite, Păduri caducifoliate de mlaștină fino-scandinave, Păduri aluvionare cu Alnus glutinosa și Fraxinus excelsior (Alno-Padion, Alnion incanae, Salicion albae).
La baza desemnării sitului se află un număr nedeclarat de specii protejate.